# Alto Caparaó
Alto Caparaó es un municipio brasileño del estado de Minas Gerais. Su población estimada en 2008 era de 5.257 habitantes.
Ocupa un área de 104,571 km², situándose a 997 m s. n. m.. Alto Caparaó está la 54 km de la ciudad de Carangola. Su administración ahora recae en el Instituto Chico Mendes para la Conservación de la Biodiversidad ( ICMBio).

## Etimología
El topónimo es formado por el adjetivo portugués "alto" más el término de lengua indígena kaparaó que significa "Aguas que arrollan las piedras".

## Historia
Los primeros habitantes de la región fueron los indios Carajás. En 1928 llegó y adquirió tierras del lugar Francisco Valério y en esa ocasión, las tierras del campo eran bastantes desconocidas y sin títulos de propiedad por lo que se radicaron los grandes criadores de ganado en los campos.
Alto Caparaó tiene su origen en un poblado organizado alrededor del año de 1900, por descendentes de alemanes. En 1948 su población giraba en torno de los 600 moradores que ocupaban unas 80 casas.
Algunas realizaciones representaron nuevos impulsos para la localidad: 
1. Las obras de urbanización realizadas por Inimá Novais de Campos, primera persona la propone la creación del Parque nacional del Caparaó, debiendo hacer varios pedidos en a Asamblea Legislativa de Minas y en Brasilia;
2. Relevamiento cartográfico para una carretera entre Alto Caparaó y el Pico de la Bandera, ejecutado por los alemanes Martim Palka y Ernesto Klettmhafer, creando así uno de los principales recorridos turísticos del Brasil.
3. Creación del Parque nacional del Caparaó, en 1961.

En 1967, aparece un movimiento guerrillero que probablemente fue el primer movimiento armado de oposición al régimen militar brasileño conocido como Guerrilla del Caparaó que llevó a la localidad cerca de diez mil soldados y la Fuerza Aérea Brasileira para efectuar el enfrentamiento a los guerrilleros. La presencia de tanques de guerra y aviones de combate fue un hecho que marcó para siempre la vida de las personas que vivían en la región.
Nota: La Fuerza Aérea y el ejército solo llegó a la región después de la prisión de los guerrilleros por la Policía Militar de Minas Gerais, que debido a la denuncia hecha por un dueño de farmacia conocida como "La Espera Feliz" al destacamento de la Policía de la ciudad, envió un pequeño grupo que sostuvo a los revolucionarios ya cansados y enfermos debido al clima y lo inhóspito del el lugar. Para más informes, el libro Caparaó la 1ª guerrilla contra la dictadura de José Carlos de la Costa y el filme Caparaó la 1ª tentativa de guerrilla en el Brasil, de Flávio Frederico.
Los distritos de Caparaó y Caparaó Velho pertenecían a la "Espera Feliz", ya que Caparaó se emancipó en 1962 y el distrito de Caparaó Velho pasó a pertenecer al nuevo Municipio. Por la ley 8.285, de octubre de 1982, el distrito de Caparaó Velho pasó a llamarse Alto Caparaó y por medio de plebiscito popular, se emancipó en 1995. Las primeras elecciones acontecieron en 1996 y el municipio de Alto Caparaó fue creado el 1 de enero de 1997.
El municipio destaca en el escenario nacional al ser la puerta de entrada del lado de Minas Gerais al Parque nacional del Caparaó que alberga el Pico de la Bandera, tercer punto más elevado del Brasil.

## Geografía
Perteneciente la Zona del Bosque Mineira próximo al límite con el estado de "Espíritu Santo" en el municipio están localizados el Pico del Cristal con 2.770 metros de altitud y parte del Pico de la Bandera, el punto más alto de Minas Gerais y el 3° más elevado del Brasil, con 2892 metros de altitud, sin embargo, la mayor parte está localizada en el municipio de Ibitirama.
La sierra del Caparaó tiene la segunda mayor cota de altitud del Brasil, apenas por debajo de la sierra del Imeri, siendo su cota de 997 m, y en ella se localiza el mayor desnivel del Brasil.

### Hidrografía

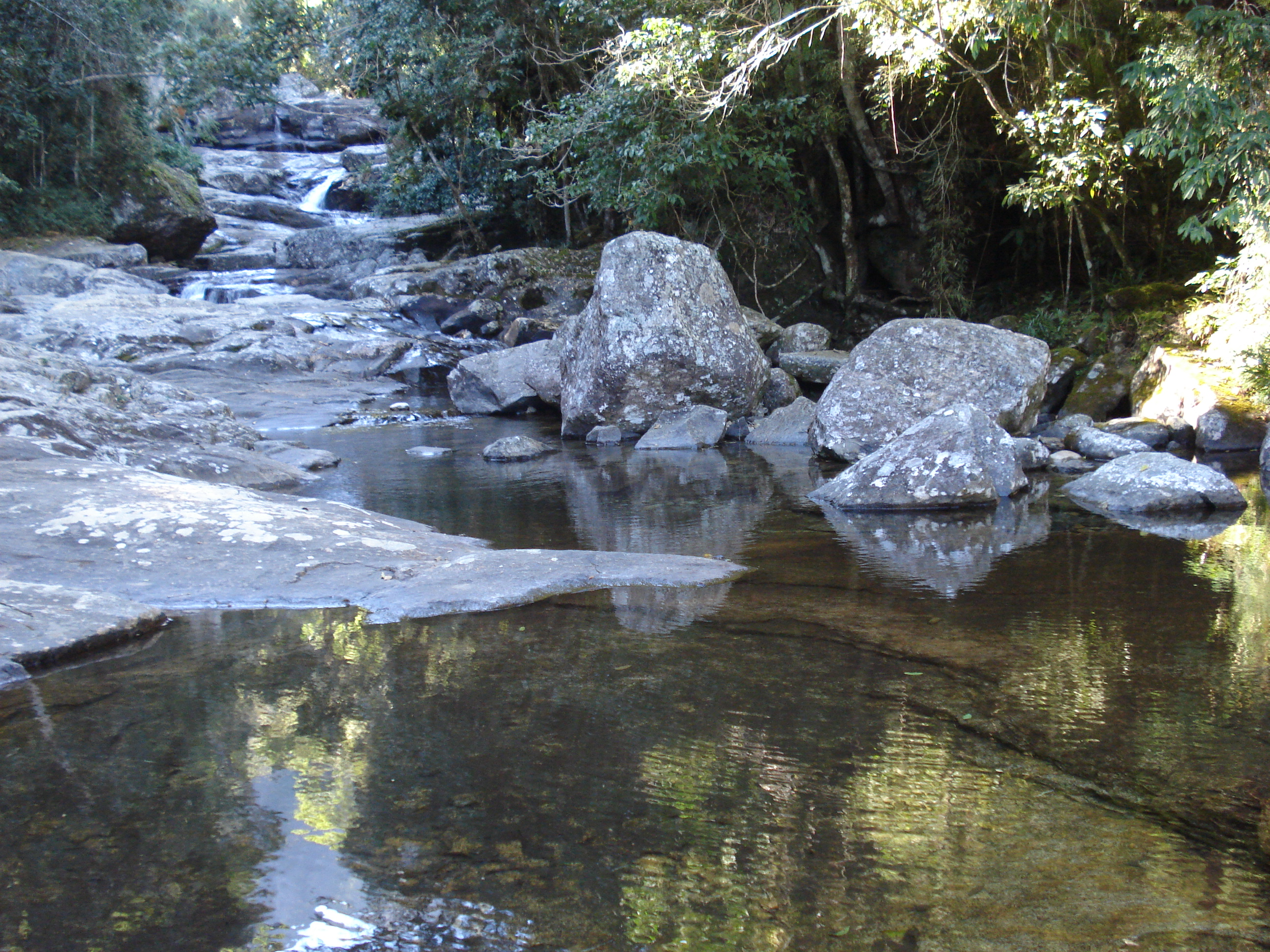
Río Caparaó en el Vale Verde.

La hidrografía del lugar se destaca por presentar ríos de aguas cristalinas que nacen dentro del parque nacional del Caparaó. Los ríos Caparaó y José Pedro son los más importantes de la región. En el río José Pedro que corta el Valle Encantado hay pequeñas cascadas y pozos para baño y próxima a la Tronqueira se encuentra la gran Cascada Bonita, con sus 80 metros de altura. Ya el río Caparaó, en sus partes más bajas, corta el Valle Verde, que tiene una cascada y varias piscinas naturales, además de un área para pícnic, con churrasqueras, vestuarios y sanitarios. Ese río que corta el municipio pertenece a la Cuenca Hidrográfica del río Itabapoana y sus aguas tiene como destino final el océano Atlántico.

### Clima
La ciudad presenta clima tropical de altitud, con temperatura media anual entre 19 °C y 22 °C, siendo, febrero más caliente, y julio más frío. La precipitación está en torno de 1000 mm anuales, y las mayores frecuencias de lluvias son entre los meses de noviembre a enero.
En el invierno ocurren heladas diariamente en la Sierra del Caparaó donde la temperatura mínima media es de -5 °C negativos en el Pico de la Bandera, valor que puede llegar hasta -10 °C.

## Economía
Gran parte del área del municipio es cubierta por plantaciones de café. Otra parte es ocupada por el Parque nacional del Caparaó. La caficultura y el turismo son las dos principales actividades económicas del municipio.

### Turismo

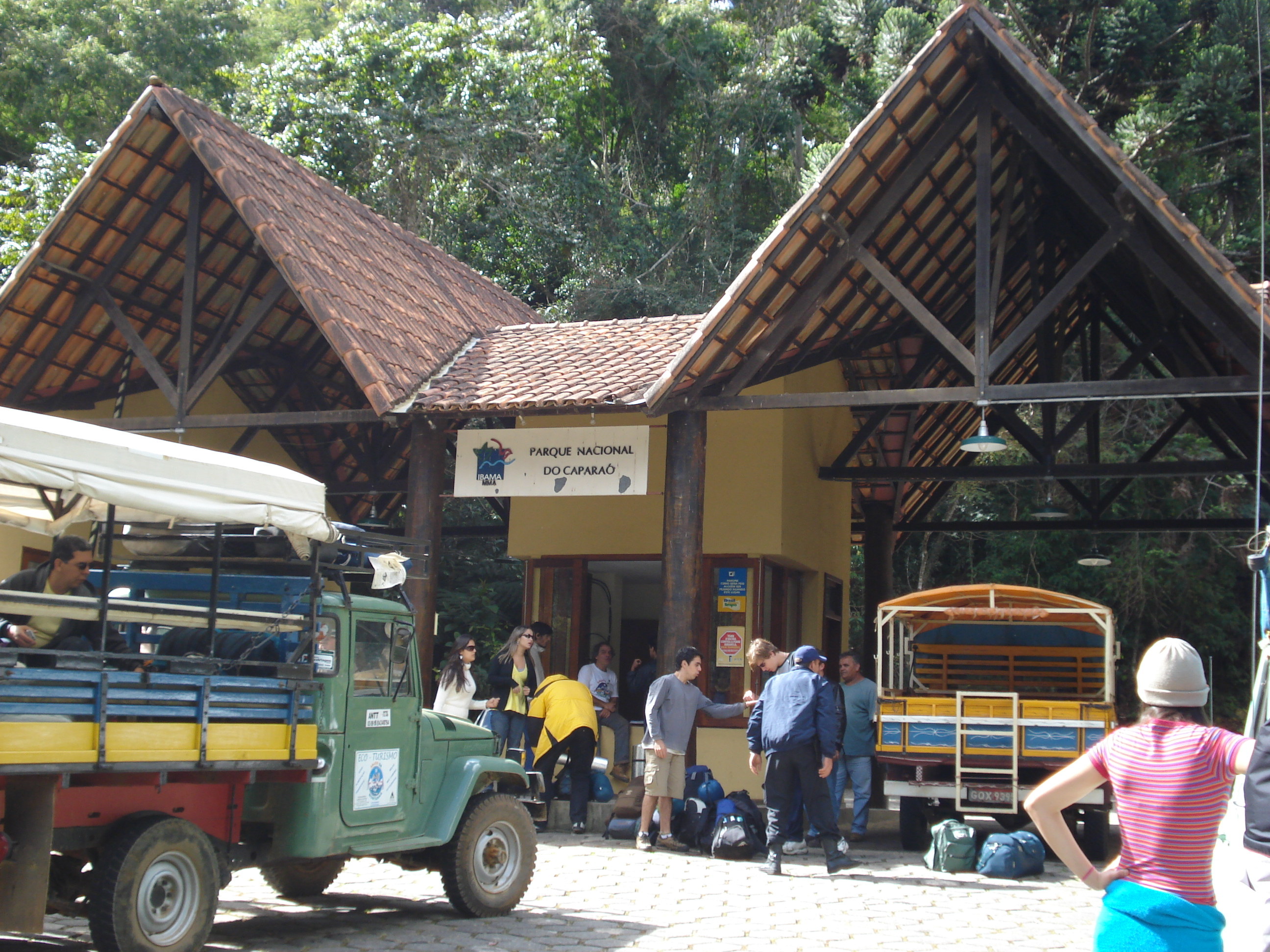
Portaria mineira del Parque en Alto Caparaó.

Alto Caparaó pertenece al Circuito Turístico del Pico de la Bandera y es uno de los portales de entrada para el Parque nacional del Caparaó, la otra entrada del Parque está en el municipio de Dores del Río Preto. El Parque es su principal atractivo turístico donde son localizados la Cascada Bonita, los valles: Verde y Encantado, el Pico de la Bandera, el Pico del Cristal entre otros.

#### Estructura Turística
Debido la localización privilegiada en relación con el Pico de la Bandera la ciudad de Alto Caparaó es poseedora de una red hotelera compuesta por hoteles, posadas y chaléts rústicos. Dentro del Parque nacional existen los cámpines: 
- Campamento tronqueira con carretera de acceso a vehículos.
- Campamento terreirao con acceso solo por senderos que se localisan en medio del trayecto entre el primer campamento y el Pico de la Bandera.[7]

#### Parque nacional del Caparaó

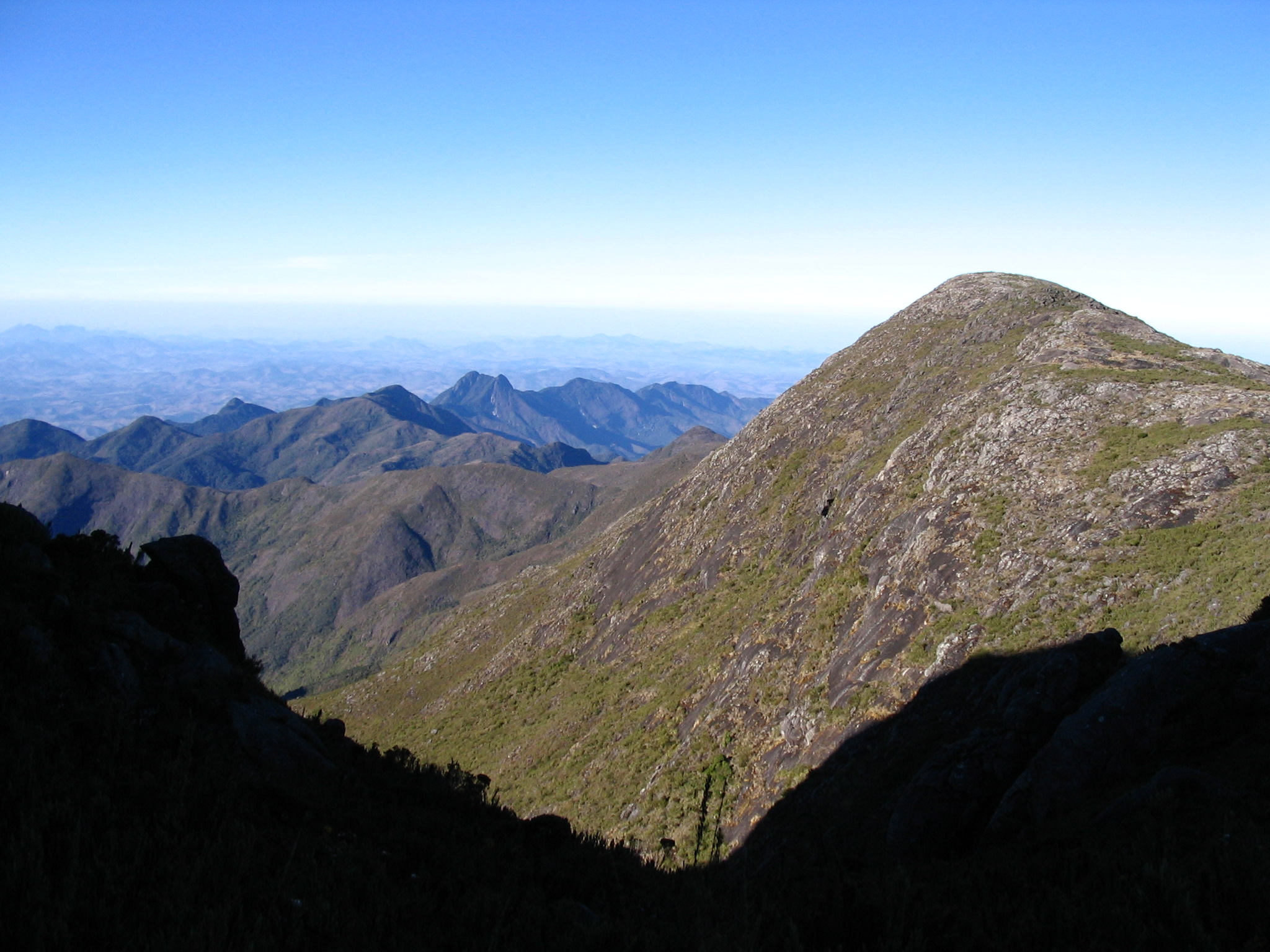
Parque nacional del Caparaó.

Creado el 24 de mayo de 1961 por el decreto federal Nº50.646, tiene como objetivo proteger además del Pico de la Bandera, muestras representativas de ecosistemas de "campos de altitud", y de la vegetación sub-caducifolia tropical, como también espécies de la fauna amenazadas de extinción.
El parque nacional del Caparaó está entre los más visitados del país, siendo foco atractivo para el desarrollo del ecoturismo, generando empleos directos e indirectos.

## Religión
La Iglesia Principal de Nuestra Señora de la Conceição, construida por el padre Antônio Filizola en 1890, fue el primer templo religioso del municipio. Pequeña pero poseedora de bella arquitectura, la principal puede ser considerada un Patrimonio Histórico local.
En 31 de julio de 1913 fue fundada la Iglesia Batista. La 1ª Iglesia Presbiteriana fue creada en 12 de marzo de 1922. Más tarde, llegaron la Iglesia Brasil para Cristo, Diós es Amor y la Asamblea de Deus. 
Los inmigrantes europeos praticantes de las llamadas religiones protestantes que ayudaron en la colonización de la región preservaron sus cultos y tradiciones religiosas colaborando así con la diversidad religiosa del municipio.